# De Havilland DH.104 Dove

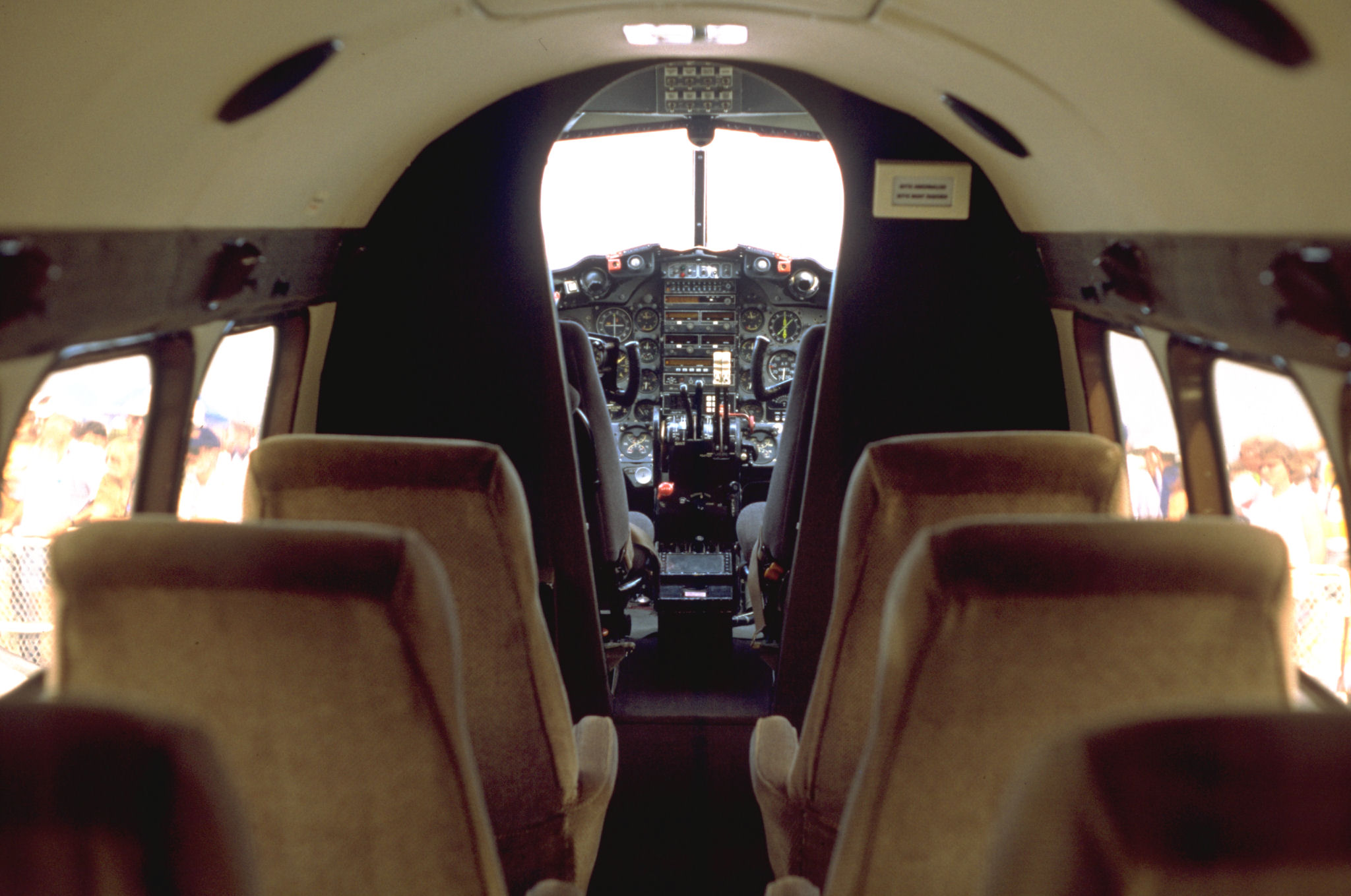
Interni e cockpit di un de Havilland DH.104 Dove

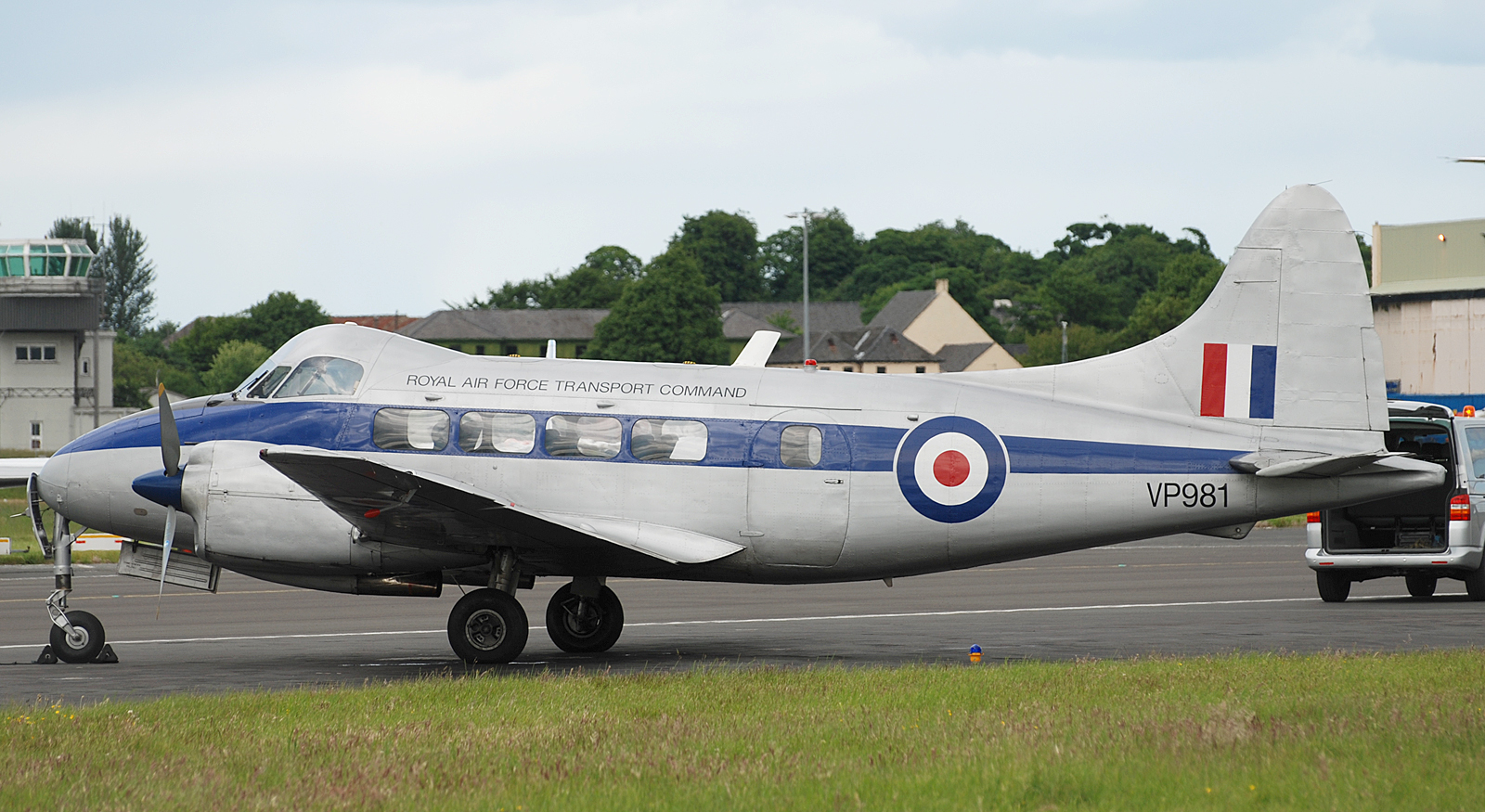
Un de Havilland DH.104 Dove della RAF

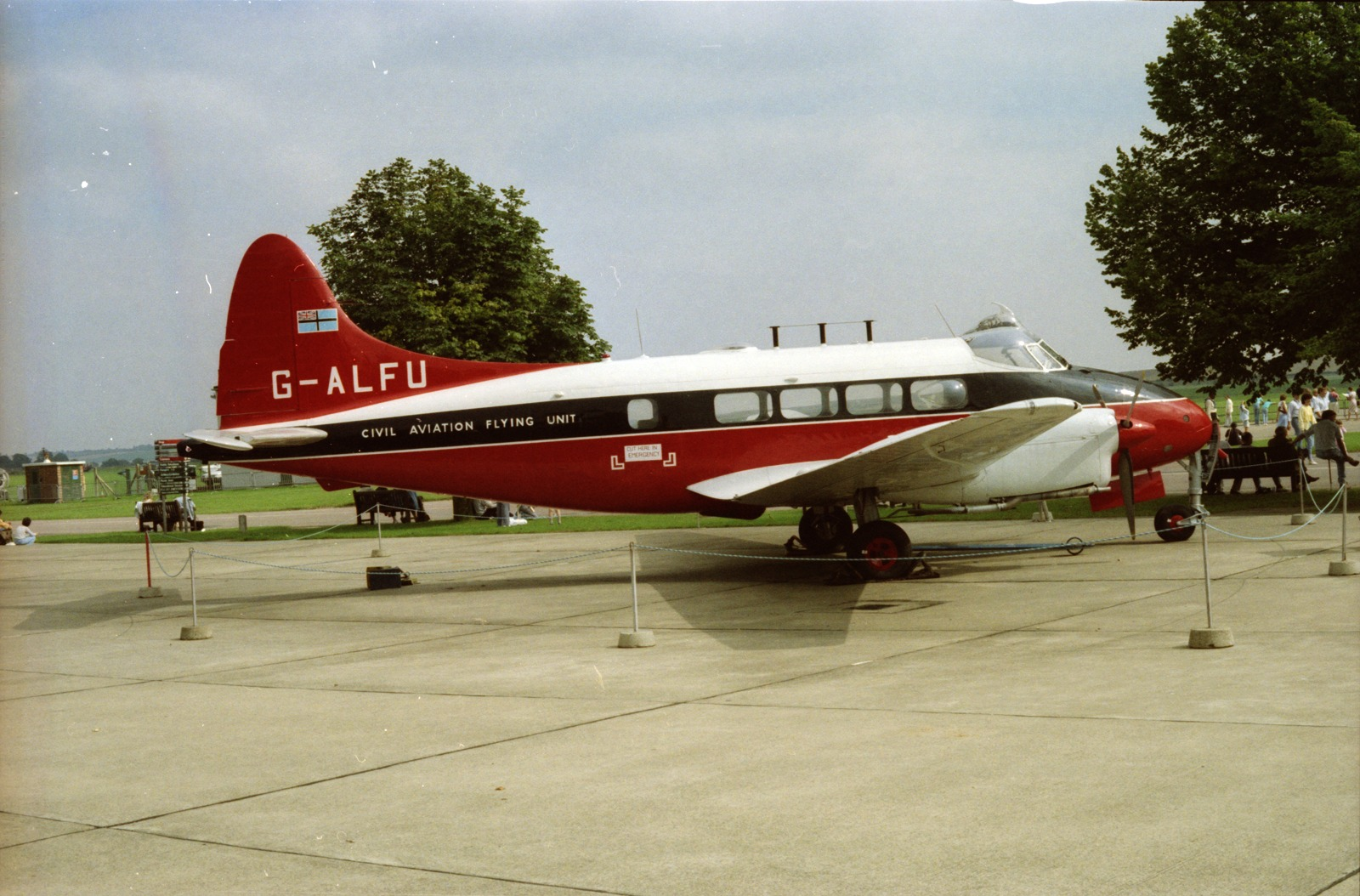
Un de Havilland DH.104 Dove della CAA al campo di volo di Duxford GBR

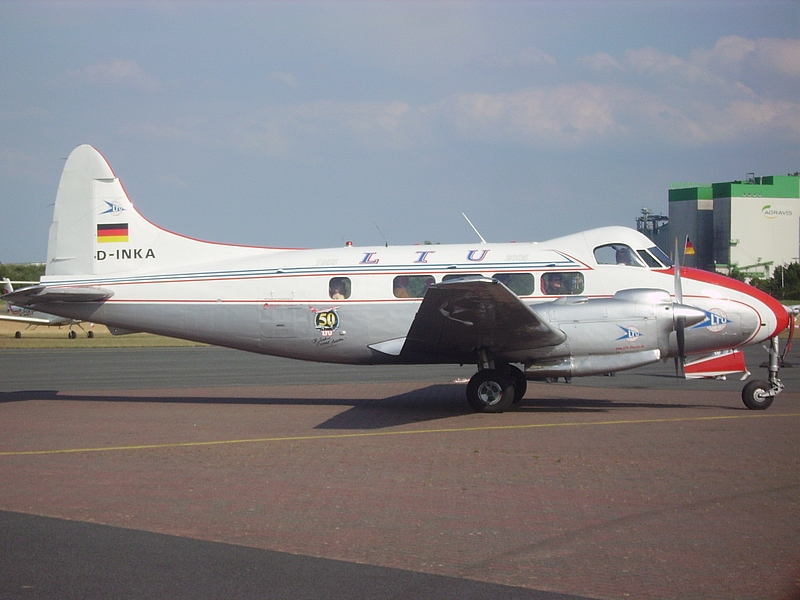
Un de Havilland DH.104 Dove con livrea classica della LTU

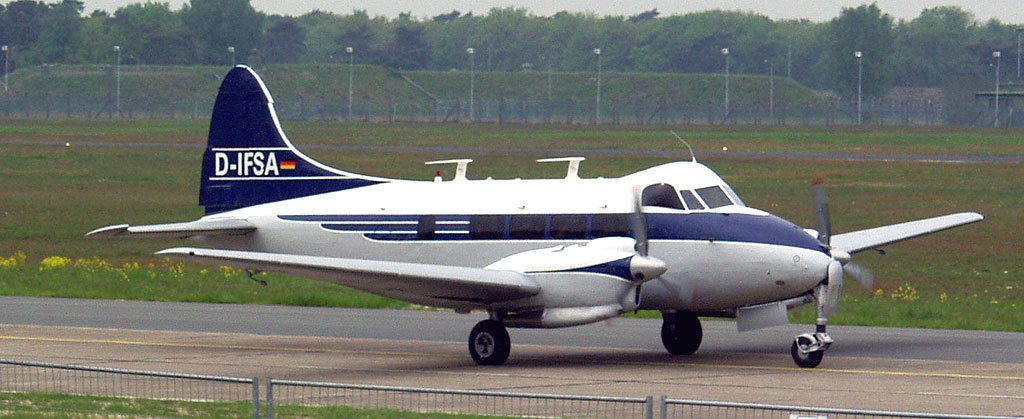
Un de Havilland DH.104 Dove all'aeroporto di Niederrhein DEU

Il de Havilland DH.104 Dove era un bimotore da trasporto e di linea, monoplano ad ala bassa, prodotto dall'azienda britannica de Havilland Aircraft Company; concepito come aereo da addestramento e collegamento, volò per la prima volta il 25 settembre 1945.

## Storia del progetto
Il DH.104 Dove fu progettato verso la fine della seconda guerra mondiale per l'uso postbellico come aereo per linee secondarie in sostituzione del de Havilland DH.89 Dragon Rapide, con possibilità di trasporto standard di 8-11 persone.
Il DH.104 fu, come del resto il predecessore, un velivolo di successo, infatti tra il 1946 e il 1968 ne furono costruiti 544 esemplari in otto diverse versioni, di cui circa 200 per scopi militari.
Il DH.104 ebbe anche nome di Devon nella versione per l'aeronautica militare che fu fornita a diverse forze aeree, tra cui la Royal Air Force, mentre era denominato Sea Devon nella versione da marina, impiegata dalla Fleet Air Arm.
Caratteristica è la gobba sopra la cabina di pilotaggio, il Dove era molto apprezzato anche come aereo corporate.

### Sviluppo
Il team di progettisti della De Havilland, sotto la guida di R. E. Bishop, ideò un aereo interamente metallico con l'eccezione della deriva e del timone, che erano ricoperte di tela, dotato di due motori de Havilland Gipsy Queen 71 da 246 kW, con eliche a passo variabile e reversibile per il frenatura di assistenza.
Il prototipo, che volò il 25 settembre 1945, non ebbe particolari problemi, e portò a riconfigurare il dorso del velivolo e con una pinna che desse stabilità al velivolo in caso di volo con un solo motore, molto più tardi venne alzata la deriva e la cupola della cabina, ma tutto sommato la produzione di serie rimase simile ai primi velivoli di prova.
Il DH.104 Dove di produzione ebbe come motore diverse varianti del Gipsy Queen.
Una versione denominata Riley Turbo Executive 400, convertita dalla statunitense Riley Aircraft, era dotata di motori ad otto pistoni in linea Avco Lycoming IO-72- A1A da 298 kW.
Una versione più estrema, prodotta dalla Carstedt Inc. di Long Beach in California, montava due motori turboelica Garrett AirResearch TPE3.31 da 451 kW, e con una fusoliera più lunga dell'originale, era in grado di trasportare fino a 18 passeggeri. Denominato Carstedt Jet Liner 600, il modello fu fornito essenzialmente alla compagnia aerea statunitense Apache Airlines.

## Impiego operativo
Aereo da trasporto, passeggeri e navetta, fu utilizzato anche come executive per scopi business e trasporto VIP oltre che per impieghi di carattere militare.
Ne fecero uso compagnie aeree e aziende private di ogni parte del mondo, per scopi militari fu impiegato da forze aeree di numerosi paesi.

## Versioni
- DH.104 Dove 1 aereo di linea, dotato di motore de Havilland Gipsy Queen 70-3 da 246 kW
  - DH.104 Dove 1B aereo di linea, dotato di motore de Havilland Gipsy Queen 70-4 da 254 kW
- DH.104 Dove 2 aereo da trasporto executive, dotato di motore de Havilland Gipsy Queen 70-3 da 246 kW
  - DH.104 Dove 2B aereo da trasporto executive, dotato di motore de Havilland Gipsy Queen 70-4 da 254 kW
- DH.104 Dove 3 aereo da per rilevamenti d'alta quota (non realizzato)
- DH.104 Dove 4 aereo militare per trasporto e comunicazioni
  - DH.104 Devon C.Mk1 versione per aeronautica militare utilizzato nel ruolo delle comunicazioni
  - DH.104 Sea Devon C.Mk20 versione per aeronautica navale utilizzato come comunicazioni e collegamento
- DH.104 Dove 5 dotato di motore de Havilland Gipsy Queen 70-2 da 283 kW
- DH.104 Dove 6 aereo da trasporto executive, dotato di motore de Havilland Gipsy Queen 70-2 da 283 kW
- DH.104 Dove 7 aereo di linea, dotato di motore de Havilland Gipsy Queen 70-3 da 298 kW
- DH.104 Dove 8 aereo da trasporto executive, dotato di motore de Havilland Gipsy Queen 70-3 da 298 kW

## Utilizzatori

### Militari
Argentina
- Fuerza Aérea Argentina

 Belgio
- Force aérienne belge
- Belgian Congo Air Force

 Canada
- Royal Canadian Air Force

 Dominion di Ceylon
- Royal Ceylon Air Force

 Egitto
- Royal Egyptian Air Force

 Impero d'Etiopia
- Ethiopian Air Force

 Giordania
- Al-Quwwat al-Jawwiyya al-malikiyya al-Urdunniyya

 India
- Bhartiya Vāyu Senā

 Regno di Iraq
- Iraqi Air Force

 Katanga
- Katangese Air Force

 Malaysia
- Royal Malaysian Air Force (RMAF)

 Nuova Zelanda
- Royal New Zealand Air Force (RNZAF)

 Dominion del Pakistan
- Pakistani Air Force

 Regno Unito
- Fleet Air Arm (13 esemplari)
- Royal Air Force (41 esemplari)

 Unione del Sudafrica
- South African Air Force (SAAF)

 Svezia
- Svenska Flygvapnet

 Venezuela
- Fuerza Aérea Venezolana

### Civili
Australia
- Airlines of Western Australia

 Bahamas
- Trans Island Airways

 Belgio
- Sabena

 Botswana
- Botswana Airways

 Canada
- Gordon Airways

 Francia
- Sotramat

 Germania
- LTU

 Giappone
- All Nippon Airways

 India
- Airways of India

 Iraq
- Iraqi Airways

 Italia
- Itavia

 Isole Salomone
- Megapode Airways
- Solomon Islands Airways (Solair)

 Kenya
- East African Airways

 Malta
- Air Malta

 Nigeria
- West African Airways

 Nuova Zelanda
- Airwork

 Paesi Bassi
- Schreiner Airways

 Papua Nuova Guinea
- Crowley Airways

 Regno Unito
- British Overseas Airways Corporation (BOAC)
- British United Island Airways
- Brooklands Aviation
- Cambrian Air Services
- Channel Airways
- Dan Air
- Keegan Aviation
- Tyne Tees Aviation Engineering

 Rhodesia Meridionale
- Central African Airways Corporation

 Stati Uniti
- Highland Airways
- Rogers Aviation
- Silver City Airways
- United Airways
- Virgin Island Airways

 Sudan
- Sudan Airways